# Super Aguri SA07
El Super Aguri SA07 fue el monoplaza con el que la escudería Super Aguri compitió durante la temporada 2007 de Fórmula 1, cuyo chasis está basado en el coche que usó Honda en 2006, el RA106;. Los pilotos que lo condujeron fueron Takuma Satō y Anthony Davidson. El bólido fue diseñado por el jefe de diseño del equipo, Peter McCool, en colaboración con el Centro de Investigación y Desarrollo de Honda en Tochigi, Japón. Era un coche en el que destacaba el color rojo, cuando el SA05 estaba casi completamente pintado de blanco. El jefe de equipo, Aguri Suzuki, hizo las siguientes declaraciones a cuatro días de empezar el Mundial, durante la presentación del SA07:

"Este año hemos podido prepararnos para la temporada y todo el mundo está deseoso de salir a competir. Estoy seguro del éxito de Takuma y Anthony trabajando hombro con hombro otra vez y dando lo mejor de ellos para el equipo SAF1. Aspiraremos a puestos en los puntos desde la apertura de la competición y mi objetivo para el final de la temporada, que pienso es bastante realista, es tener nuestros coches en la mitad de la parrilla. ¡También espero que todos nuestros admiradores nos den una ovación desde el principio!"

Anthony Davidson, debutante en la escudería japonesa, se expresó en términos similares:

"Estar entre los diez primeros es un objetivo realista, aunque puntuar en la Fórmula Uno sea algo muy complicado. Ese es nuestro objetivo y creo que se pude lograr. Estoy muy contento con el equipo y creo que podemos ir muy lejos."

## Temporada 2007 de Fórmula 1

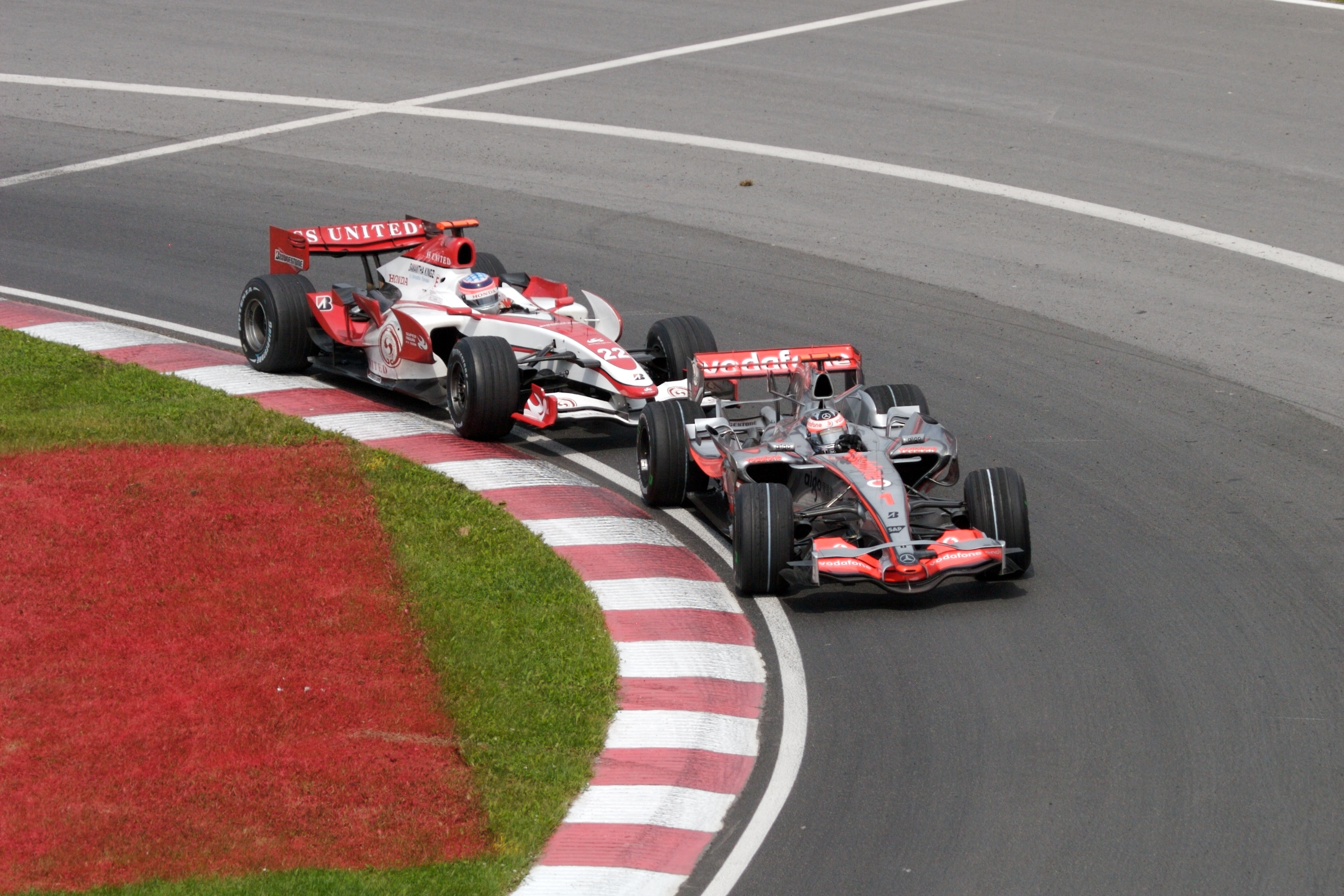
Takuma Satō persiguiendo a Fernando Alonso en el GP de Canadá, en el que el SA07 alcanzó su mejor posición.

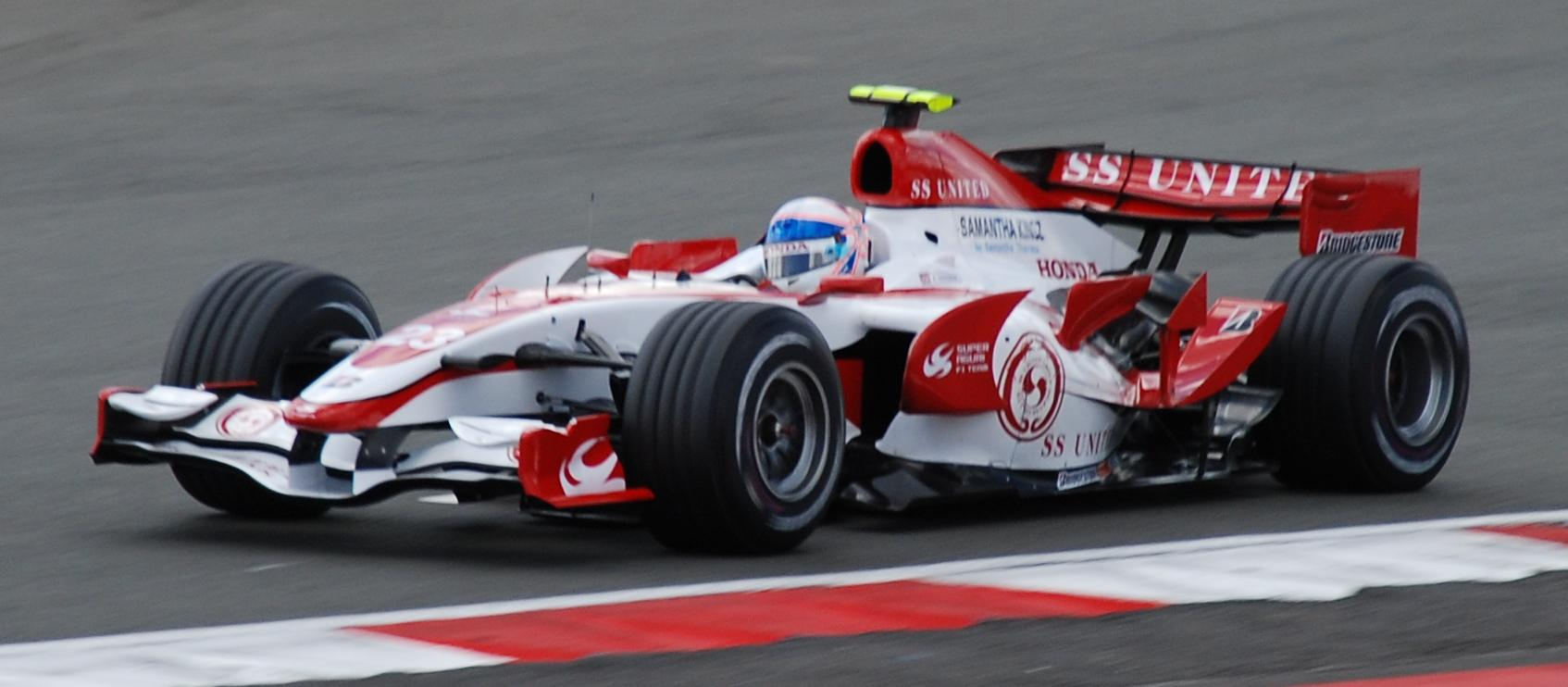
Anthony Davidson al volante del SA07 en el GP de Gran Bretaña.

El coche tuvo un ilusionante debut en la clasificatoria del Gran Premio de Australia, en la que Super Aguri consiguió colocar por primera vez a sus monoplazas en la Q2 y a la Q3, con Satō décimo y Davidson undécimo. Eso suponía, de largo, el mejor resultado de la historia de la escudería. Sin embargo, en carrera, las cosas no salieron tan bien, pero el equipo había hecho toda una declaración de intenciones. Tras ver su potencial, los equipos Spyker y Williams se quejaron a la FIA por el dilema de los "coches cliente", ya que consideraban que el SA07 era una copia del RA106; pero tanto Honda como Super Aguri defendían que eran diferentes y, por lo tanto, su legalidad. Apagada esa polémica, el monoplaza consiguió entrar en la zona de puntos en el Gran Premio de España gracias a Sato, en una carrera en la que fueron superiores a los Renault. Además, fue el primer punto de la escudería japonesa en la F1. Posteriormente, en Canadá, el SA07 alcanzó su mejor resultado de nuevo en las manos de Takuma. En una fantástica carrera, el piloto japonés se codeó con rivales tan prestigiosos como Kimi Räikkönen y Fernando Alonso y finalizó sexto. Un sexto puesto que hubiera podido ser un increíble cuarto de no ser por un error en un repostaje.

"Qué fin de semana tan impresionante para nosotros. Han pasado muchas cosas durante la carrera. Entré a boxes una vez porque vi una oportunidad antes de que saliera a pista el auto de seguridad, cuando los boxes todavía estaban abiertos. El equipo lo sabía y estaba preparado. Durante las últimas vueltas tuve una gran sensación, porque pude competir contra los pilotos del frente y pude adelantarlos con seguridad, recuperando mi posición. Éste ha sido sin duda el día más precioso en mi carrera deportiva y ha sido un resultado impresionante. Muchísimas gracias a los chicos por hoy y a toda la gente que nos ha dado su apoyo"
Takuma Satō

Por su parte, Davidson no tuvo suerte y no fue capaz de puntuar en ninguna ocasión, aunque demostró su madurez alcanzando tres undécimos puestos dignos de mención. En el memorable Gran Premio de Canadá pudo conseguir su primer logro en la máxima categoría, pero colisionó con una marmota cuando rodaba en tercera posición en un período de auto de seguridad y se vio obligado a adelantar su pit stop, perdiendo mucho tiempo porque los mecánicos no estaban listos.
Tras lograr esos buenos resultados, el ritmo de desarrollo de la competencia demostró ser claramente superior a las posibilidades de Super Aguri y no se pudieron conseguir más puntos, pero aun así el personal de Aguri Suzuki demostró sus cualidades en un gran año para el modesto equipo japonés.
Además, hay que destacar que el SA07 mostró habitualmente unas prestaciones mejores que las del RA107, el monoplaza de la 'escudería madre' de Super Aguri, Honda. Sin embargo, finalizó justo por detrás de este en la clasificación final, tras haberlo precedido buena parte del año; ya que Jenson Button consiguió sumar cuatro puntos en el penúltimo Gran Premio del año, en China, a los dos que ya tenía en su casillero. De este modo, Honda acabó con seis unidades, por las cuatro de Super Aguri.

## Resultados
(Clave) (negrita indica pole position) (cursiva indica vuelta rápida)
| Año  | Motor                | Neu. | N.º | Pilotos          | 1   | 2   | 3   | 4   | 5   | 6   | 7   | 8   | 9   | 10  | 11  | 12  | 13  | 14  | 15  | 16  | 17  | Puntos | Pos. |
| ---- | -------------------- | ---- | --- | ---------------- | --- | --- | --- | --- | --- | --- | --- | --- | --- | --- | --- | --- | --- | --- | --- | --- | --- | ------ | ---- |
| 2007 | Honda RA807-E 2.4 V8 | B    |     |                  | AUS | MYS | BHR | ESP | MON | CAN | USA | FRA | GBR | EUR | HUN | TUR | ITA | BEL | JPN | CHN | BRA | 4      | 9.º  |
| 2007 | Honda RA807-E 2.4 V8 | B    | 22  | Takuma Satō      | 12  | 13  | Ret | 8   | 17  | 6   | Ret | 16  | 14  | Ret | 15  | 18  | 16  | 15  | 15  | 14  | 12  | 4      | 9.º  |
| 2007 | Honda RA807-E 2.4 V8 | B    | 23  | Anthony Davidson | 16  | 16  | 16  | 11  | 18  | 11  | 11  | Ret | Ret | 12  | Ret | 14  | 14  | 16  | Ret | Ret | 14  | 4      | 9.º  |